# Teilungsanordnung
Eine Teilungsanordnung ist in Deutschland eine erbrechtliche letzwillige Verfügung und kann nach § 2048 BGB vom Erblasser im Testament oder Erbvertrag verfügt werden, wenn mehrere Personen Erben werden. Mit der Teilungsanordnung trifft der Erblasser im Testament oder Erbvertrag eine Anordnung, wie ein oder mehrere Nachlassgegenstände bei der Auseinandersetzung unter den Miterben verteilt werden sollen.

## Grundsätze
Bei der Umsetzung der Teilungsanordnung wird die gesetzliche oder im Testament festgelegte Erbquote unverändert bleiben. Die Teilungsanordnung stellt kein Vermächtnis nach §§ 2147 ff. BGB dar. Ist der Wert eines zugewiesenen Gegenstands höher als die Erbquote des Bedachten, besteht eine Ausgleichspflicht gegenüber den Miterben. Mit der Teilungsanordnung wird also keiner der Miterben bevorzugt.
Die Teilungsanordnung führt nicht unmittelbar einen Eigentumsübergang auf den bedachten Miterben herbei, sondern begründet schuldrechtliche Ansprüche zwischen den Miterben auf Vornahme einer entsprechenden Auseinandersetzung.
Die Erben können sich einvernehmlich über die Teilungsanordnung hinwegsetzen.

## Testamentsvollstreckung
Eine Testamentsvollstreckung kann als letztwillige Verfügung angeordnet werden zur Absicherung des Erblasserwillens. Der Testamentsvollstrecker wird nach § 2197 Absatz 1 BGB ernannt und er bringt nach § 2203 BGB die letztwilligen Verfügungen des Verstorbenen zur Ausführung. Betreibt er die Teilungsanordnung oder Auseinandersetzung der Erbmasse, nennt er sich vielmehr Abwicklungsvollstrecker.

## Abgrenzung zum Vorausvermächtnis
Will der Erblasser einzelne Nachlassgegenstände (z. B. ein Haus oder ein Auto) einem der Miterben zuordnen, kann er dies mittels Teilungsanordnung oder Vorausvermächtnis nach § 2150 BGB tun. Während bei der Teilungsanordnung der betreffende Miterbe nicht wertmäßig bevorzugt werden soll, erhält er den ihm zugedachten Gegenstand beim Vorausvermächtnis im Voraus, also vor der Teilung des Restnachlasses.
Beispiel: Sind die zwei Erben mit je einem 1/2 Erbteil bedacht und ist der Nachlass 100.000 Euro wert, führt die Zuwendung eines Autos im Wert von 20.000 Euro an einen Erben zu folgenden Unterschieden:
- Liegt eine Teilungsanordnung vor, erhält Erbe A das Auto im Wert von 20.000 Euro plus 30.000 Euro und Erbe B 50.000 Euro.
- Liegt hingegen ein Vorausvermächtnis vor, erhält Erbe A das Auto vorab und die verbleibenden 80.000 Euro werden zu gleichen Teilen auf die Erben aufgeteilt. Jeder erhält also 40.000 Euro. Erbe A ist damit bevorteilt (20.000 und 40.000 Euro) und Erbe B im Nachteil (nur 40.000 Euro).
Wie das Beispiel zeigt, wird der Vorausvermächtnisnehmer gegenüber dem Adressaten der Teilungsanordnung objektiv bevorzugt und der Erblasser muss dies auch wollen.
Weitere Unterschiede:
- Ein Vorausvermächtnis kann vor der Teilung des Nachlasses geltend gemacht werden, eine Teilungsanordnung nur im Rahmen der Auseinandersetzung.
- Der Vorausvermächtnisnehmer kann das Vermächtnis ausschlagen und den Erbteil annehmen oder umgekehrt den Erbteil ausschlagen und das Vorausvermächtnis annehmen. Bei der Teilungsanordnung hat man nur die Möglichkeit, den Erbteil mit Teilungsanordnung anzunehmen oder insgesamt auszuschlagen.
- Ein Vorausvermächtnis kann im Rahmen eines Ehegattentestamentes oder Erbvertrages Bindungswirkung erlangen, eine Teilungsanordnung nicht. Der überlebende Ehegatte kann also ein Vorausvermächtnis nicht mehr ändern, sehr wohl aber eine Teilungsanordnung, die auch noch nachträglich vom überlebenden Ehegatten verfügt werden kann.

## Erbschaftsteuer
Wie eine freie Erbauseinandersetzung sind Teilungsanordnungen für die Ermittlung des Anteils des einzelnen Erben am Nachlass (Erwerb durch Erbanfall, § 3 Abs. 1 Nr. 1 ErbStG) ohne Bedeutung. Der nach den steuerlichen Bewertungsvorschriften ermittelte Reinwert des Nachlasses ist den Erben folglich auch bei Teilungsanordnungen nach Maßgabe der Erbanteile zuzurechnen. Die Sonderregelungen für Teilungsanordnungen und freie Erbauseinandersetzungen bei den Steuerbefreiungen (z. B. § 13c ErbStG) bzw. der Steuerentlastung nach § 19a ErbStG führen nur zu einer Änderung der Bemessungsgrundlage der Steuerbefreiung bzw. -entlastung und nicht zu einer Änderung der Zuordnung der Erwerbsgegenstände beim einzelnen Erben.